# Силл (гора)
Силл (англ. Mount Sill) — горная вершина в системе Сьерра-Невада в Калифорнии, США, на территории национального парка Кингз-Каньон.
Индейцы-пайуты называли гору Нен-и-миш, буквально «Хранитель Долины». Английское название Силл было дано горе Джозефом ЛеКонте в 1904 году, в честь американского поэта Эдварда Роуланд Силл.